# Смена империи Суй империей Тан
Смена империи Суй империей Тан (кит. упр. 隋末唐初, 613—628) — период китайской истории, в котором империя Суй распалась на ряд мелких короткоживущих государств, после чего страна была объединена вновь в качестве империи Тан.

## Когурёско-суйские войны
В 612 году суйский император Ян-ди бросил огромную армию на завоевание государства Когурё, но она была уничтожена корейцами. Из 305-тысячной армии домой вернулось лишь 2700 человек. В 613 и 614 годах он вновь и вновь пытался атаковать Когурё, но опять безуспешно.

## Распад империи Суй
Бесславная война с её огромными потерями привела в империи Суй к широкому народному выступлению против правящей династии. В 613 году Ян Сюаньгань поднял восстание в Лияне. К нему присоединились его брат Ян Сюаньтин и генерал Ли Ми; они попытались захватить столицу Лоян, но безуспешно. Начались восстания и в других местах. Генерал Ян Ичэнь смог подавить ряд восстаний, но император, опасаясь его усиления, отозвал его, в результате чего восстания к северу от Хуанхэ разгорелись вновь. К 617 году большая часть территории страны контролировалась различными повстанцами:
- Доу Цзяньдэ, контролировал территорию к северу от Хуанхэ в провинции Хэбэй
- Ду Фувэй, контролировал южную часть провинции Аньхой
- Гао Кайдао, контролировал крайний север провинции Хэбэй
- Лян Шиду, контролировал центральную часть Внутренней Монголии
- Ли Гуй, контролировал центр и запад провинции Ганьсу
- Ли Юань, контролировал центр провинции Шаньси
- Линь Шихун, контролировал провинции Цзянси и Гуандун
- Лю Учжоу, контролировал север провинции Шаньси
- Ло И, контролировал район современного Пекина
- Сяо Сянь, контролировал провинции Хубэй, Хунань и Гуанси
- Сюэ Цзюй, контролировал восток Ганьсу и запад Шэньси
- Чжу Цань, контролировал юг провинции Хэнань и юго-восток Шэньси

В условиях распада страны неожиданно одной из мощнейших сил в Восточной Азии вновь стал Восточно-тюркский каганат. Сюэ Цзюй, Доу Цзяньдэ, Ван Шичун, Лю Учжоу, Лян Шиду, Ли Гуй, Гао Кайдао признали себя вассалами Шибир-хана.

## Основание империи Тан
Зимой 617 года Ли Юань захватил Чанъань, и объявил о смещении Ян-ди, сделав императором его внука Ян Ю (однако большинство территорий страны этого не признало), а себя — регентом при нём с титулом «князь Тан». Тем временем император Ян-ди, укрепившись в Цзянду, отправил генерала Ван Шичуна чтобы отбить Лоян у Ли Ми. Не желая возвращаться в северный Китай, он официально перенёс столицу в Даньян. Однако армия организовала заговор под руководством генерала Юйвэня Хуацзи, и весной 618 года император Ян-ди был убит, а на престол возвели его племянника Ян Хао с Юйвэнь Хуацзи в качестве регента. Юйвэнь Хуацзи покинул Цзянду и выступил с армией на север.
Когда новость о смерти Ян-ди распространилась по стране, то в Чанъане Ли Юань вынудил Ян Ю отречься от престола в его пользу, и объявил об основании империи Тан. В Лояне семь высших чиновников (включая Ван Шичуна) объявили императором Суй другого внука Ян-ди — Ян Туна. Ли Ми, опасаясь армии Юйвэнь Хуацзи, признал Ян Туна своим сувереном. Однако после того, как Ли Ми отбил наступление Юйвэнь Хуацзи, Ван Шичун, ставший регентом при Ян Туне, разгромил Ли Ми, вынудив его бежать к империи Тан (впоследствии, когда Ли Ми опять попытался стать независимым правителем, он был убит танскими силами).
Тем временем сын Ли Юаня Ли Шиминь разгромил Сюэ Жэньгао (сына и наследника скончавшегося Сюэ Цзюя), и присоединил его государство Цинь к землям империи Тан. Доу Цзяньдэ консолидировал свои владения севернее Хуанхэ и убил Юйвэнь Хуацзи (который отравил Ян Хао и провозгласил императором себя), однако не смог вынудить Ло И признать его, и Ло И перешёл на танскую сторону. Чжу Цань, некоторое время колеблясь между Суй и Тан, в итоге встал на суйскую сторону.
Летом 619 года Ван Шичун вынудил Ян Туна отречься от престола в его пользу, объявил о конце империи Суй и об основании нового государства Чжэн, императором которого провозгласил себя.

## Повторное объединение страны

Объединение Китая в империю Тан

Примерно в это время один из подчинённых Ли Гуя — Ань Сингуй — устроил переворот, сверг Ли Гуя, и передал его территорию в подчинение государства Тан. Однако в это время Тан была занята крупной угрозой — Лю Учжоу начал наступление на юг, захватив большую часть современной провинции Шаньси, и готовился угрожать танской столице Чанъаню. Низовья Янцзы в это время консолидировались вокруг трёх фигур — Шэнь Фасина, объявившего себя князем Лян и взявшего под контроль земли к югу от Янцзы, Ли Цзытуна, взявшего под контроль суйскую столицу Цзяньду с окрестностями и объявившего себя императором государства У, и Ду Фувэя, объявившего себя сторонником государства Тан и получившего титул князя У (также императором ему была дарована императорская фамилия Ли, поэтому в дальнейшем он был известен как Ли Фувэй).
В конце 619 года танские силы под командованием Ли Шиминя начали контрнаступление против Лю Учжоу. К лету 620 года Ли Шиминь разгромил Лю Учжоу, который оставил свои земли и бежал в Восточно-тюркский каганат; созданное им государство Динъян было присоединено к империи Тан.
Разобравшись с государством Динъян, Ли Шиминь обратил взор на Чжэн. После того, как он осадил чжэнскую столицу Лоян, на его сторону перешли многие чжэнские города, вынудив Ван Шичуна искать помощи у созданного Доу Цзяньдэ государства Ся. Доу, понимая, что Ся может стать следующим после Чжэн, согласился помочь, и его силы двинулись на юг, чтобы снять осаду с Лояна. Примерно в это же время Ли Цзытун разгромил Шэнь Фасина, вынудив его совершить самоубийство и присоединив его территорию, а Ли Фувэй затем разгромил Ли Цзытуна и присоединил его территорию.
Весной 621 года в связи с приближением войск Доу Цзяньдэ Ли Шиминь двинулся на восток и в битве в проходе Хулаогуань разгромил Доу Цзяньдэ и пленил его самого. Испуганный Ван Шичун капитулировал. Территории государств Чжэн и Ся были присоединены к империи Тан, но вскоре на бывшей территории Ся поднял восстание Лю Хэйта, а в провинции Шаньдун восстал Сюй Юаньлан.
Также в 621 году племянник танского императора Ли Сяогун атаковал созданное Сяо Сянем государство Лян и осадил его столицу Цзянлин. Сяо Сянь, не зная, что помощь близка, сдался, и большая часть его государства была присоединена к империи Тан, в то время как часть армии Сяо перешла к Лишь Шихуну.
Весной 622 года Ли Шиминь разгромил Лю Хэйта, вынудив его бежать в Восточно-тюркский каганат, но позднее в этом же году Лю вернулся, с помощью тюрок оккупировав территорию бывшего государства Ся. Зимой 622 года старший брат Ли Шиминя Ли Цзяньчэн вновь разгромил Лю Хэйта; весной 623 года Лю был выдан одним из своих подчинённых и казнён. Линь Шихун умер, и созданное им государство Чу рассыпалось; его города постепенно признали власть империи Тан. После того, как в бою погиб Сюй Юаньлан, не признали (хотя бы формально) власть империи Тан только находившиеся на крайнем севере китайской территории Лян Шиду и Гао Кайдао.
Осенью 623 года, пока Лю Фувэй находился в Чанъане, его подчинённый Фу Гунши поднял в Даньяне восстание, и объявил о создании на бывшей территории Лю Фувэя государства Сун. В 624 году Ли Сяогун разгромил Фу Гунши и убил его самого, восстановив танский контроль над низовьем Янцзы. Против Гао Кайдао устроил заговор его подчинённый Чжан Цзиньшу, и Гао совершил самоубийство, а его территория его государства Янь также была присоединена к империи Тан.
Тюркская помощь помогала Лян Шиду держаться против империи Тан. Однако после того, как Ли Шиминь убил своих братьев Ли Цзяньчэна и Ли Юаньцзи, и вынудил императора-отца отречься от престола в его пользу, ситуация изменилась. В 628 году в Восточно-тюркском каганате началась внутренняя смута, и он не смог прийти на помощь Лян Шиду. Осаждённый Лян Шиду был убит своим двоюродным братом Лян Ложэнем, который после этого сдался Ли Шиминю. Китайские земли вновь были объединены под единой властью.